# 圣胡安 (奇里基省)
圣胡安是巴拿马奇里基省圣洛伦索区的一个城市。 该市面积为106.1平方（41.0平方英里），2010年时人口为1,637，故其人口密度为15.4名居民每平方（40名居民每平方英里）。 1990年时人口为2,358，2000年时人口为1,559。